# Progressive Internationale
Die Progressive Internationale (PI) ist eine internationale politische Organisation.

## Geschichte
Der Appell zu ihrer Gründung erfolgte im Dezember 2018 auf einer gemeinsamen Veranstaltung der Bewegung Demokratie in Europa und des US-amerikanischen Thinktanks Sanders Institute von Jane O’Meara Sanders. Offiziell gegründet wurde sie am 11. Mai 2020 zur Zeit der weltweiten COVID-19-Pandemie, um „erstarkendem Nationalismus“ entgegenzutreten. Vom 18. bis 20. September 2020 kam der Rat der PI zu einem Eröffnungsgipfel in Reykjavík zusammen. Dort hielt Noam Chomsky eine programmatische Rede mit dem Titel Internationalismus oder Untergang.
Die Organisation gibt an, neben den Anliegen der Mitglieder auch ideell verbundenen Graswurzelbewegungen eine Plattform bieten zu wollen. In internationalen Blog-Beiträgen wirbt das Bündnis für politische Alternativen, beispielsweise die Organisation von Wirtschaft und Bankwesen in Genossenschaften. Die Beiträge werden hierzu von Freiwilligen in zahlreiche Sprachen übersetzt, sodass die Hauptseite mittlerweile in 25 Sprachen verfügbar ist (Stand Januar 2022). Größere Kampagnen der PI oder mit deren Beteiligung widmeten sich beispielsweise der Freigabe von Impfstoff-Patenten in der COVID-19-Pandemie, der Einforderung von Arbeitsschutzstandards bei Amazon, der Unterstützung der Rechte indigener Völker sowie der Verhinderung politischer Erfolge nationalistisch-rechtsextremer Kandidierender in Südamerika.
Die PI richtet seit Oktober 2021 mit Partnerorganisationen wie The Intercept und Personen wie Tariq Ali das Belmarsh-Tribunal aus. Es soll in Anlehnung an das Russell-Tribunal potentielle und durch WikiLeaks publik gewordene weitere Verbrechen der Vereinigten Staaten erörtern. Name und Anlass beziehen sich auf die Inhaftierung und mögliche Auslieferung Julian Assanges.
In der Athener Erklärung forderten führende Kräfte der PI im Mai 2022 die „Unterstützung der Opfer des Krieges gegen die Ukraine“, eine „Bewegung der Blockfreien“ und einen „Friedensvertrag, der von der Europäischen Union, den Vereinigten Staaten und Russland im Rahmen der Vereinten Nationen garantiert wird“. Die polnische Partei Lewica Razem verließ bereits Anfang März 2022 die Progressiven Internationale mangels einer unmissverständlichen Anerkennung der ukrainischen Souveränität und Verurteilung des „russischen Imperialismus“.
Ende 2023 verlasen Mitglieder PI-Mitglieder und Angehörige der Regierung Honduras’ eine Erklärung zur internationalen Ächtung sogenannter ZEDEs, vollprivatisierten „Privatstädten“ ohne herkömmliche Rechtsstaatlichkeit, die sie als „Konzernkolonialismus“ (corporate colonialism) bezeichneten.
Zu deutschsprachigen Personen des öffentlichen Lebens, mit denen die PI zusammenarbeitete, gehören unter anderem Angela Richter, Sevim Dağdelen, Heike Hänsel und Andrej Hunko. Gründungsmitglied Carola Rackete trat aus der Progressiven Internationalen aus und begründete dies mit der Absicht, diverseren Positionen im Rat der PI Platz machen zu wollen. Den Zielen der Gründungserklärung stimme sie weiter zu.

## Ziele
Die in der Gründungserklärung verlautbarten Übereinkünfte der PI lauten sinngemäß:
1. Internationalismus ist die Grundlage für das Überleben der Menschheit.
2. Fortschritt ist demokratisch, dekolonisiert, gerecht, egalitär, befreit, feministisch, ökologisch, friedlich, postkapitalistisch, wohlhabend, pluralistisch und von „radikaler Liebe“ zusammengehalten.
3. Es braucht ein internationales Bündnis gegen autoritäre Oligarchien.
4. Die PI baut Infrastruktur für internationalistische Zusammenarbeit.
5. Es braucht Einigkeit, aber keine Konformität.
6. Eine Machtbalance innerhalb des Bündnisses soll angestrebt werden.
7. Kapitalismus muss weltweit aufgehoben werden.
8. Internationalismus in Form von Krieg, Sanktionen, Privatisierung und sonstigem soll aufgehoben werden.
9. Eine gemeinsame Sprache soll Hürden der Verständigung überwinden.
10. Internationalismus soll intersektional sein und Fragen der Ernährungssicherheit, des Grundbesitzes, der Menschenwürde und der Emanzipation mit einschließen.
11. Diskriminierungsformen wie Rassismus, Kasten und white supremacy sind abzulehnen.
12. Dekolonisierung umfasst auch die Leistung von Entschädigungszahlungen und Wiedergutmachungen sowie garantierte Rechte für Geschädigte und Vertriebene weltweit.
13. Patriarchale Strukturen und binäre Geschlechterrollen sollen aufgebrochen werden.
14. Mit dem buen vivir werden Wohlstandsindikatoren abseits des Wachstums angestrebt.
15. Sicherheitspolitik soll Diplomatie höheren Stellenwert einräumen.
16. Es braucht die soziale Revolution, keine Putsche.
17. Wahlerfolge sollen kein Selbstzweck sein.
18. Pluralismus und Freiwilligkeit sollen zentrale Elemente sein.
19. Innige Beziehungen und gegenseitiges Vertrauen sind erfolgsrelevant.
20. Neben Dialog ist die gemeinsame Aktion Ziel des Bündnisses.
21. Spenden von gewinnorientierten Unternehmen oder deren Führungskräften werden abgelehnt.
22. Philanthropie wird abgelehnt.
23. Alle individuellen und institutionellen Mitglieds- und Bündnisformen werden begrüßt.
24. Bekenntnis zum Sozialistischen Leistungsprinzip
25. Solidarität soll sich durch Taten ausdrücken.

## Struktur

### Mitglieder
Zu den Erstunterzeichnern der Gründungserklärung gehören: Noam Chomsky, Hilda Heine, Ece Temelkuran, Gael García Bernal, Áurea Carolina, Celso Amorim, Srećko Horvat, David Adler, Carola Rackete, Yanis Varoufakis, John McDonnell, Ertuğrul Kürkçü, Scott Ludlam u. a. Weitere Mitglieder sind Personen wie Gustavo Petro, Xiomara Castro und Parteien wie Convergencia Social, die guatemaltekische Partei Movimiento Semilla des gewählten Präsidenten Bernardo Arevalo und DiEM25. Außerdem ist eine Reihe von Organisationen und Medien (bspw. openDemocracy, Jacobin) der Progressiven Internationale beigetreten um diese und ihre Ziele zu unterstützen.

### Organisation
Der Rat ist für die strategische Ausrichtung verantwortlich und das Kabinett ist das Exekutivorgan der Progressiven Internationale. Das im Aufbau befindliche Sekretariat soll als Koordinierungsorgan für das Tagesgeschäft, die Mitgliederbetreuung und andere administrative Aufgaben verantwortlich sein. General Director ist David Adler.

## Rezeption und Kritik
Stefan Schaaf behauptete in der taz, dass Aktivisten mit Schnittmengen zu PI-Zielen bereits ausreichend vernetzt seien. Vielmehr gelte es, fokussiert die eigenen Ansätze weiter zu verbreiten.
James Bloodworth (New Statesman u. a.) kritisierte die PI-Mitgliedschaft des Qiao Collective, eines nach Selbstbeschreibung eigenständigen Zusammenschlusses im Ausland lebender Chinesen, das den Umgang der chinesischen Regierung mit der uigurischen Bevölkerung Xinjiangs als legitime Terrorbekämpfung bezeichnet.